# Liste der Bodendenkmäler in Balderschwang
Auf dieser Seite sind die Bodendenkmäler in der schwäbischen Gemeinde Balderschwang zusammengestellt. Diese Tabelle ist eine Teilliste der Liste der Bodendenkmäler in Bayern. Grundlage ist die Bayerische Denkmalliste, die auf Basis des Bayerischen Denkmalschutzgesetzes vom 1. Oktober 1973 erstmals erstellt wurde und seither durch das Bayerische Landesamt für Denkmalpflege geführt wird. Die folgenden Angaben ersetzen nicht die rechtsverbindliche Auskunft der Denkmalschutzbehörde.

## Bodendenkmäler der Gemeinde
| Lage                     | Objekt | Akten-Nr.     | Bild |
| ------------------------ | --- | ------------- | ---- |
| Balderschwang (Standort) | Frühneuzeitliche Befunde im Bereich der abgebrochenen Kapelle in Balderschwang, mit aufgelassenem Friedhof. | D-7-8526-0003 |      |